# Meurtre à New York (Malcolm X)
Pour plus de détails, voir Fiche technique et Distribution.
Meurtre à New York (Malcolm X) est un documentaire de la collection « Assassinats politiques » réalisé en 2008 par Michel Noll et Emmanuelle Tronquart.

## Synopsis
C’est en 1925, à Omaha dans le Nebraska, que naît Malcolm Little, fils d’un pasteur baptiste et d’une mère antillaise. Little a six ans quand son père meurt et que sa mère est internée dans un hôpital psychiatrique. Il passera par différentes maisons de redressement et ne tardera pas, adolescent, puis jeune adulte, à se ranger du mauvais côté de la loi.
En prison, il poursuivit un programme d’éducation très ambitieux et s’imprégna des thèses du prophète autoproclamé de l’islam, Elijah Muhammad, dirigeant de l’organisation Nation of Islam. Libéré sur parole après six années d’incarcération, il intègre ce mouvement et devient rapidement son numéro deux.
Dans sa courte carrière, Malcolm a donné sa fierté à l’homme noir. Très tôt il abandonne Little, son nom d’esclave, et adopte celui de Malcolm X, la lettre X symbolisant son nom africain perdu. Par ce geste, Malcolm X rejette le passé et rattache l’Américain noir à ses racines africaines.
Aux yeux de certains, plus de quarante ans après sa mort, son nom symbolise toujours le militantisme radical des droits des Noirs.

## Fiche technique
- Titre : Meurtre à New York
- Réalisateur : Michel Noll
- Scénario : Emmanuel Tronquart
- Production : Panoceanic Films
- Diffusion : ICTV Solférino Images-Quartier Latin
- Langue : français, anglais
- Format : vidéo
- Genre : Documentaire politique
- Durée : 52 minutes
- Date de réalisation : 2008